# Don't Rush Me
Don't Rush Me è un singolo della cantante statunitense Taylor Dayne, pubblicato nel 1988 ed estratto dal suo primo album in studio Tell It to My Heart.

## Tracce
1. Don't Rush Me - Extended Version
2. Don't Rush Me - Dub Version
3. Don't Rush Me - Single Version
4. In the Darkness

## Classifiche
| Classifica (1988-1989) | Posizione raggiunta |
| ---------------------- | ------------------- |
| Regno Unito            | 76                  |
| Stati Uniti            | 2                   |